# Sylvester Pennoyer
Sylvester Pennoyer, född 6 juli 1831 i Groton, New York, död 30 maj 1902 i Portland, Oregon, var en amerikansk politiker (demokrat). Han var Oregons guvernör 1887–1895.
Pennoyer avlade juristexamen vid Harvard Law School och var verksam som publicist i Oregon.
Pennoyer efterträdde 1887 Zenas Ferry Moody som Oregons guvernör och efterträddes 1895 av William Paine Lord. Mellan 1896 och 1898 tjänstgjorde han som Portlands borgmästare. Pennoyer behöll sitt medlemskap i Demokratiska partiet trots att han under 1890-talet stödde Populistpartiets plattform i den nationella politiken. Han var en omstridd politiker som under amerikanska inbördeskriget hade tagit sydstaternas parti och förespråkat slaveriet samt under 1880-talet lett demonstrationer mot invandrare från Kina. I den första vinnande guvernörskampanjen använde han sig av den antikinesiska sloganen "håll mongolerna borta".